# Akiko Tanigawa
Akiko Tanigawa (谷川章子, Tanigawa Akiko) (25 ottobre 1977) è una giocatrice di bowling giapponese.
È membro della Japan Professional Bowling Association con il n. di licenza 389 e attualmente è membro dello Storm Products team.

## Ranking
- 2006 - Tokai Women's Open (Vincitrice)[1]
- 2006 - Ladies vs. Rookies (Vincitrice)[1]
- 2007 - 29th Eagle Classic (Vincitrice)[1]
- 2008 - Gunma Open (Vincitrice)[1]

### DHC
- DHC Ladies Bowling Tour 2005-2006 - final leg (Vincitrice)[2]

### P★League
- Tournament 10 - (Vincitrice)